# Penagos
Penagos település Spanyolországban, Kantábria autonóm közösségben. Penagos Liérganes, Santa María de Cayón, Villaescusa és Medio Cudeyo községekkel határos. Lakosainak száma 2254 fő (2024).

## Népesség
A település népessége az elmúlt években az alábbi módon változott:
| Lakosok száma | 1702 | 1707 | 1719 | 1803 | 1929 | 1997 | 2083 | 2142 | 2207 | 2254 |
|               | 2001 | 2004 | 2007 | 2009 | 2012 | 2014 | 2017 | 2019 | 2022 | 2024 |